# 安食村
安食村（あじきむら）は、かつて岐阜県稲葉郡に存在した村である。
現在の岐阜市西北部（安食・村山など）に該当する。
発足時は方県郡の村であったが、郡の合併により稲葉郡の村となっている。

## 歴史
- 江戸時代末期、この地域は美濃国方県郡に属し、天領であった。
- 1875年（明治8年）6月 - 芦敷村、村山村が合併し、安食村となる。
- 1889年（明治22年）7月1日 - 町村制により安食村発足。
- 1897年（明治30年）4月1日[1] - 方県郡が分割され、稲葉郡、山県郡、本巣郡の一部になる。安食村は稲葉郡の村となる。
- 1897年（明治30年）4月1日 - 岩利村、佐野村、彦坂村、石谷村と合併し、方県村が発足。同日安食村は廃止。